# Okręgowe rozgrywki w piłce nożnej woj. rzeszowskiego (1958)
Okręgowe rozgrywki w piłce nożnej woj. rzeszowskiego w sezonie 1958.

## Klasa A

### Grupa Północna
- Od 1957 do 1960 w rozgrywkach ligowych uczestniczył zespół RKS Sanoczanka, powstały w wyniku fuzji KS Górnik Sanoczanka Sanok i ZKS Stal Sanok.
- Do wyższej klasy ligowej (III ligi 1959) awansowali triumfatorzy z obu grup[1].
- W kolejnym sezonie 1959 klasa A została powiększona z 17 do 30 uczestników. W związku z tym tylko ostatnia drużyna z Grupy Północnej, zajmująca 9 miejsce Sparta Leżajsk, została objęta degradacją. Reszta zespołów utrzymała status A-klasowy.